# Auf der Nüll
Auf der Nüll ist eine Ortslage im Norden der bergischen Großstadt Wuppertal.

## Lage und Beschreibung
Die Ortslage befindet sich im Osten des Wohnquartiers Uellendahl-West im Stadtbezirk Uellendahl-Katernberg auf einer Höhe von 214 m ü. NHN. Der Ort ist über einen Stichweg gleichen Namens an die heutige Albert-Schweitzer-Straße angebunden.
Benachbarte Ortslagen, Hofschaften und Wohnplätze sind Uellendahl, Am Bruch, Am Flöthen, Weinberg, Am Deckershäuschen, Am Sonnenschein, Norkshäuschen, Röttgen, Am Brucher Häuschen, In den Siepen und Kempers Häuschen.

## Etymologie und Geschichte
Auf der Nüll ist auf der Topographia Ducatus Montani des Erich Philipp Ploennies aus dem Jahre 1715 als o. Nüll verzeichnet.
Im 19. Jahrhundert gehörte Auf der Nüll zur Uellendahler Rotte der Oberbürgermeisterei Elberfeld. Der Ort ist auf der Topographischen Aufnahme der Rheinlande von 1824 als Null eingezeichnet. Auf der Preußischen Uraufnahme von 1843 ist der Ort als Auf der Nüll beschriftet, ebenso auf dem Wuppertaler Stadtplan von 1930.
Für 1815/16 werden keine Einwohner angegeben. Laut der Topographisch-statistischen Beschreibung der Königlich Preußischen Rheinprovinz von 1830 lebten 35 Einwohner in an der Null und 16 Einwohner in in der Null. Der laut der Statistik und Topographie des Regierungsbezirks Düsseldorf 1832 als Ackergut kategorisierte Ort wurde zu dieser Zeit als auf der Nüll bezeichnet und besaß drei Wohnhäuser und fünf landwirtschaftliche Gebäude. Zu dieser Zeit lebten 16 Einwohner im Ort, einer katholischen und 15 evangelischen Glaubens.